# Enconista grisea
Enconista grisea är en fjärilsart som beskrevs av Eugen Wehrli 1953. Enconista grisea ingår i släktet Enconista och familjen mätare. Inga underarter finns listade i Catalogue of Life.